# Harry Nordlund

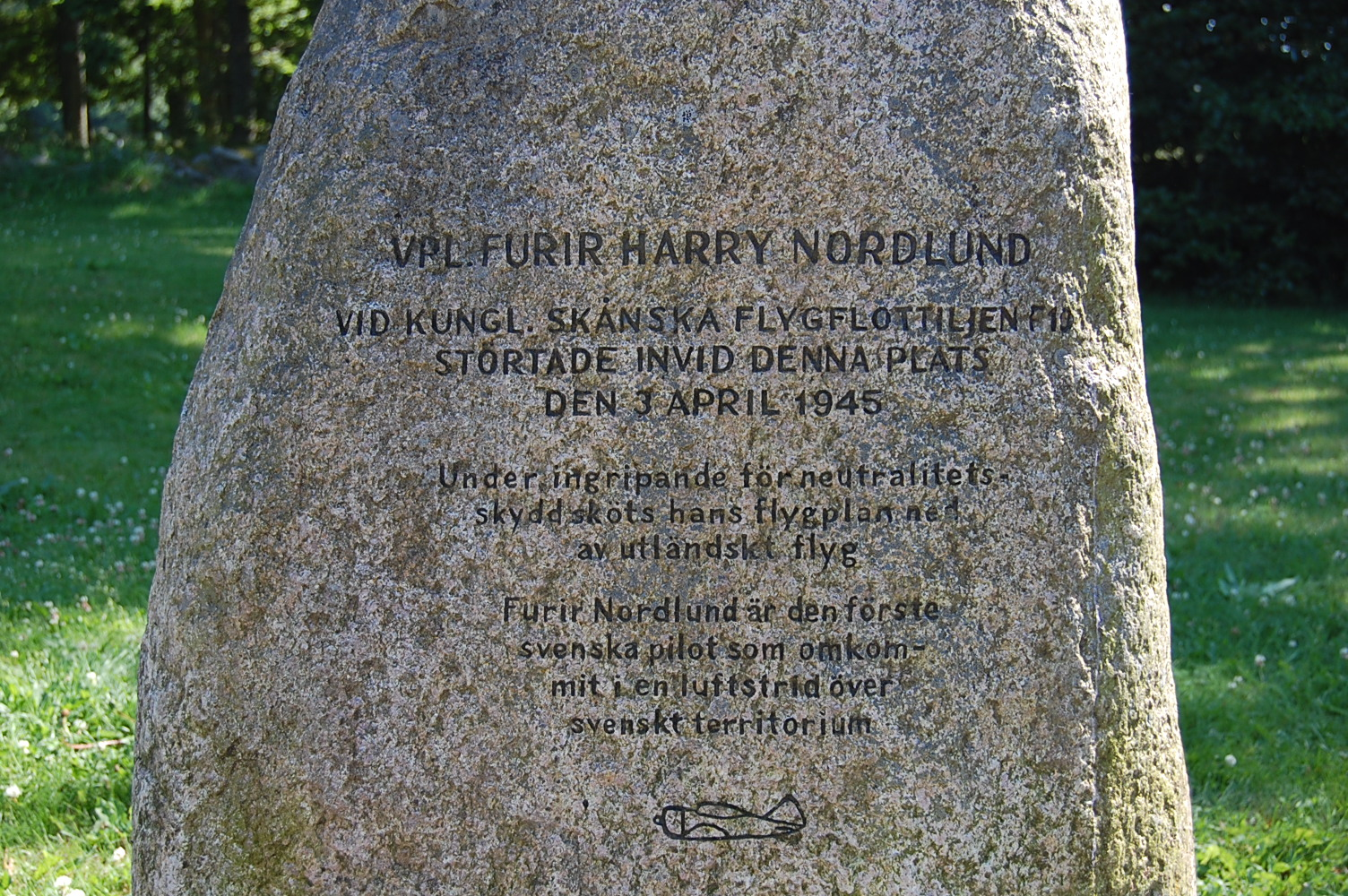
Harry Nordlunds minnessten på Ynde rastplats i Sölvesborg.

Erik Harry Nordlund, född 15 juni 1922, död 3 april 1945, var en svensk korpral och pilot, och den förste svenske pilot som dog i en luftstrid över svenskt territorium.
Han blev nedskjuten i sitt plan, en J 20, av ett tyskt flyg, ett tremotorigt Dornier Do 24 sjöstridsplan. Nedskjutningen skedde den 3 april 1945 när han i klart väder skulle avvisa tyskarna från svenskt luftrum, och blev beskjuten klockan 12:24. Tyskarna hade kommit in över svenskt luftrum i höjd med Simrishamn, där deras plan besköts av svenskt luftvärn. Planet hade därefter fortsatt norrut, där Nordlund kom upp för att avvisa planet, helt enligt då rådande bestämmelser vid neutralitetskränkningar. Nordlunds kollega startade två minuter senare och hann upp det tyska planet utan vetskap om beskjutningen av Nordlund, och följde det tyska planet bort från svenskt luftrum. Enligt några fiskare skall det tyska planet ha förföljt ett fyrmotorigt bombplan mot svenska kusten. Bombplanet hade svängt ut mot havet medan tyskarna hade fortsatt i hög hastighet, men på max 500 meters höjd in mot Sverige.
Nordlunds plan kom in över Sölvesborg, och folk såg eld från det. I höjd med Ynde hördes en smäll, och planet störtade och exploderade vid nedslaget. Delar av planet och Nordlund låg utspridda över åkern, och planet brann helt upp. Tidigare, klockan 12:28 hade Nordlund sagt att han var träffad och skulle hoppa fallskärm, eftersom han inte kunde landa. Det är ej klarlagt varför han inte hoppade. En minnessten är rest till hans ära på Ynde rastplats utanför Sölvesborg.
Nordlund var son till fjärdingsman Artur Nordlund, i Ullånger.
Nordlund begravdes den 22 april 1945 i Ullångers kyrka.